# Dolichopus elegans
Dolichopus elegans är en tvåvingeart som beskrevs av Aldrich 1922. Dolichopus elegans ingår i släktet Dolichopus och familjen styltflugor.
Artens utbredningsområde är Colorado. Inga underarter finns listade i Catalogue of Life.